# Herbert Heckmann
Herbert Heckmann (* 25. September 1930 in Frankfurt am Main; † 18. Oktober 1999 in Bad Vilbel) war ein deutscher Schriftsteller und Literaturwissenschaftler.

## Leben
Herbert Heckmann wuchs in der Kuhwaldsiedlung von Frankfurt am Main auf. Dort besuchte er die Volksschule und – bis zu dessen Zerstörung durch Fliegerbomben – das Goethe-Gymnasium. Die folgenden Jugend- und letzten Kriegsjahre verbrachte er in Kassel im Spessart. Nach dem Abitur 1951 am Grimmelshausen-Gymnasium in Gelnhausen studierte er Philosophie, Germanistik und Geschichte an der Johann Wolfgang Goethe-Universität Frankfurt am Main. Erste literarische Arbeiten veröffentlichte er 1954 in der studentischen Literatur-Zeitschrift Diskus, deren Feuilleton er drei Jahre lang leitete. In dieser Zeit gehörte er zum Kreis um Walter Höllerer, der damals Assistent von Heckmanns Doktorvater Kurt May war. Er promovierte 1957 mit der Arbeit „Elemente des barocken Trauerspiels am Beispiel des Papinian von Andreas Gryphius“ zum Dr. phil.
Ab 1958 war Heckmann fünf Jahre lang wissenschaftlicher Assistent mit Lehrauftrag an den Universitäten Münster und Heidelberg. 1965 ging er für zwei Jahre als Gastdozent an die Northwestern University in Evanston (Illinois). Zu den Herausgebern der im S. Fischer Verlag erscheinenden Literaturzeitschrift Die neue Rundschau gehörte er in den Jahren 1963 bis 1979. Außerdem machte er als freier Mitarbeiter für den Hessischen Rundfunk Kulturbeiträge für das Fernsehen und den Hörfunk. Von 1980 bis 1995 war er Professor für Sprache und Literatur an der Hochschule für Gestaltung Offenbach am Main. Seit 1977 war Heckmann Mitglied der Deutschen Akademie für Sprache und Dichtung, 1982 wurde er deren geschäftsführender Vizepräsident, 1984 bis 1996 deren Präsident. Ebenso war er Mitglied der Akademie der Wissenschaften und der Literatur in Mainz und gehörte zahlreichen Jurys an.
Herbert Heckmann verfasste Erzählungen, Romane und Kinderbücher. Daneben war er an zahlreichen Veröffentlichungen zu literarischen und kulturellen Themen beteiligt.
Er erhielt 1959 für sein Prosadebüt ein Stipendium der Villa Massimo und den Förderpreis des Kulturkreises im Bundesverband der Deutschen Industrie sowie 1963 den Bremer Literaturpreis für Benjamin und seine Väter. 1986 war er Deidesheimer Turmschreiber.
Herbert Heckmann ist der Vater des Komponisten Moritz Eggert (* 1965).

## Werke
- Das Portrait, Frankfurt am Main 1958
- Elemente des barocken Trauerspiels am Beispiel des "Papinian" von Andreas Gryphius, Darmstadt 1959
- Benjamin und seine Väter, Frankfurt am Main 1962; Wiederauflage 2017 für das Lesefest Frankfurt liest ein Buch[5]
- Schwarze Geschichten, Frankfurt am Main 1964
- Die sieben Todsünden, Darmstadt 1964
- Der kleine Fritz, Köln 1968
- Stefan George heute, Darmstadt 1969
- Geschichten vom Löffelchen, Köln 1970 (mit Zeichnungen von Janosch)
- Der große Knock-out in sieben Runden, München 1972
- Hessisch auf deutsch, München 1973
- Der Sägmehlstreuer oder Wie man ein Clown wird, Köln 1973
- Ubuville, die Stadt des großen Ei's, Düsseldorf 1973
- Der Junge aus dem 10. Stock, Hannover 1974
- Chiron, Homburg-Schwarzenacker 1975 (zusammen mit Moede Jansen)
- Gastronomische Fragmente eines Löffeldilettanten, der solcherart seine Freunde traktiert, Verlag Eremiten-Presse, Düsseldorf 1975 (mit Zeichnungen von Hannelore Köhler)
- Der große O, Düsseldorf 1977 (zusammen mit Jörg Remé)
- Die Bibliothek für alle und einige Fragmente, Leonberg 1979
- Deutschlandreise, München
  - Von Würzburg nach Bayreuth, 1979
- Goethe, München
  - 1. Das Genie aus dem Bürgerhaus, 1979
  - 4. Die Leiden des jungen Werthers, 1979
  - 8. Sehen und Forschen – der Naturwissenschaftler, 1979
  - 10. West-östlicher Divan, 1979
- Knolle auf der Litfaßsäule, Frauenfeld 1979
- Deutsche Dichterflora, München 1980 (unter dem Pseudonym Fritz Schönborn)
- Ein Bauer wechselt die Kleidung und verliert sein Leben und andere Erzählungen aus den Jahren neunzehnhundertfünfzig bis neunzehnhundertachtzig, München [u. a.] 1980
- Stehaufgeschichten, Frauenfeld 1981
- Die andere Schöpfung, Frankfurt am Main 1982
- Die blauen Engerl, München 1983
- Für alles ein Gewürz, Schloß Scheer 1983
- Vom Handwerk zur Kunst, Offenbach am Main 1984 (zusammen mit Axel Blohm und Wolfgang Sprang)
- Die Blechbüchse, Zürich 1985
- Wider das Vergessen, Darmstadt 1985 (zusammen mit Ingulf Radtke)
- Die Bücherlust, Bensheim 1986
- Das Feuer ist ein Akrobat, Warmbronn 1987
- Literatur und Krankheit, Fernwald 1987
- "Die Stadt – Schicksal ihrer Bürger, die Bürger – Schicksal ihrer Stadt", Rüsselsheim 1987
- Wenn der Wein niedersitzt, schwimmen die Worte empor, Landau/Pfalz 1987
- Harlekins Abschied oder Die Vorzüge des Lachens, Ascona 1989
- Kasperls Aufstand, Zürich [u. a.] 1989
- Die Lichtenberger Miniaturen-Sammlung, Darmstadt 1989 (zusammen mit Reinhart Büttner)
- Lob der Radierung, Bensheim 1989
- Johann Heinrich Merck, Darmstadt 1991
- Darmstädter Bücherlust, München 1992
- Gedanken eines Katers beim Dösen, Landau/Pfalz 1994
- Die Trauer meines Großvaters, Frankfurt am Main 1994
- Das Problem der Identität, Stuttgart [u. a.] 1997

## Herausgeberschaft
- Kommt, Kinder, wischt die Augen aus, es gibt hier was zu sehen, München 1974 (zusammen mit Michael Krüger)
- 80 Barock-Gedichte, Berlin 1976
- Die Freud des Essens, München 1979
- Typisch hessisch, Frankfurt am Main 1980
- Johann Christian Günther: Gesammelte Gedichte, München [u. a.] 1981
- Johann Wolfgang von Goethe: Frankfurt mit den Augen Goethes, Frankfurt am Main 1982
- Literatur aus dem Leben, München [u. a.] 1984
- Frankfurter Lesebuch, Frankfurt am Main 1985
- Angst vor Unterhaltung?, München [u. a.] 1986
- Wir sprechen anders, Frankfurt am Main 1988 (zusammen mit Hans-Martin Gauger)
- Wanderbüchlein mit und für Golo Mann, Frankfurt am Main 1989 (zusammen mit Hans-Martin Gauger)
- Alte Bekannte? oder: Last und Lust der Tradition, München [u. a.] 1990
- Der beredte Bacchus, Landau/Pfalz 1992
- Erfahrung und Fiktion, Frankfurt am Main 1993 (zusammen mit Gerhard Dette)
- Medium und Maschine, Göttingen 1994  (zusammen mit Gerhard Dette)
- Hermann Kasack zu Ehren, Göttingen 1996 (zusammen mit Bernhard Zeller)
- Phantasie als Leistung, Göttingen 1996 (zusammen mit Gerhard Dette)
- Schwärmer und Phantasten, München [u. a.] 1998
- Zwischen Kritik und Zuversicht. 50 Jahre Deutsche Akademie für Sprache und Dichtung, Göttingen 1999 (zusammen mit Michael Assmann)
- Französisch heitres Tageslicht, Edenkoben 2001 (zusammen mit Ludwig Harig und Fred Oberhauser)